# Cheshmeh Nūsh
Cheshmeh Nūsh (persiska: چشمه نوش) är en ort i Iran.   Den ligger i provinsen Kermanshah, i den nordvästra delen av landet, 300 km väster om huvudstaden Teheran. Cheshmeh Nūsh ligger 1 516 meter över havet och antalet invånare är 254.
Terrängen runt Cheshmeh Nūsh är kuperad åt sydost, men åt nordväst är den platt. Runt Cheshmeh Nūsh är det ganska tätbefolkat, med 86 invånare per kvadratkilometer. Närmaste större samhälle är Kangāvar, 12,1 km sydväst om Cheshmeh Nūsh. Trakten runt Cheshmeh Nūsh består i huvudsak av gräsmarker.